# スポーツパーソン・オブ・ザ・イヤー (スポーツ・イラストレイテッド)
1954年の創刊以来、アメリカのスポーツ雑誌『スポーツ・イラストレイテッド』誌は毎年、「その年に最もスポーツマンシップの精神を体現し、業績を残した選手やチーム」に対しスポーツパーソン・オブ・ザ・イヤー (Sportsman of the Year) を贈ってきた。当初は「スポーツマン・オブ・ザ・イヤー」と称し、女性に授与する場合は「スポーツウーマン・オブ・ザ・イヤー」と呼び替えていたが、後に「スポーツパーソン・オブ・ザ・イヤー」に改称した。選考対象は国籍を問わないが、過去の受賞者の大半はアメリカ人である。
最多受賞はレブロン・ジェームズの3回。2012年に初めて受賞し、2016年に2度目、2020年に3度目の受賞を果たした。
受賞者に贈られるトロフィーは、紀元前510年頃の古代ギリシャのアンフォラを模した陶器製のもので、裸体でランニング、円盤投げ、槍投げをするヘレニズムの男性アスリートが描かれている。直径は8インチ（20.32センチメートル）、高さは18.5インチ（47センチメートル）である。オリジナルのアンフォラは1954年に『スポーツ・イラストレイテッド』誌が入手し、1979年に国立アメリカ歴史博物館に寄贈された。現在は、受賞者にはティファニー社製の銀製のアンフォラのレプリカが贈られている。

## 受賞者
以下に、歴代のスポーツパーソン・オブ・ザ・イヤーを挙げる。※印はスポーツ選手以外が受賞したことを示す。
| 年   | 受賞者                                                             | 国籍                                                               | 競技                                                               | 業績 |
| ---- | ------------------------------------------------------------------ | ------------------------------------------------------------------ | ------------------------------------------------------------------ | --- |
| 1954 | ロジャー・バニスター                                               | イギリス                                                           | 陸上競技                                                           | 1マイル競走で初めて4分の壁を破る                                                                          |
| 1955 | ジョニー・ポドレス                                                 | アメリカ                                                           | 野球                                                               | ワールドシリーズMVP                                                                                       |
| 1956 | ボビー・モロー                                                     | アメリカ                                                           | 陸上競技                                                           | 1956年メルボルンオリンピックで金メダルを3個獲得                                                           |
| 1957 | スタン・ミュージアル                                               | アメリカ                                                           | 野球                                                               | ナショナルリーグ首位打者                                                                                  |
| 1958 | レイファー・ジョンソン                                             | アメリカ                                                           | 陸上競技                                                           | 十種競技世界新記録                                                                                        |
| 1959 | インゲマル・ヨハンソン                                             | スウェーデン                                                       | ボクシング                                                         | 世界ヘビー級王者                                                                                          |
| 1960 | アーノルド・パーマー                                               | アメリカ                                                           | ゴルフ                                                             | PGAプレイヤー・オブ・ザ・イヤー                                                                           |
| 1961 | ジェリー・ルーカス                                                 | アメリカ                                                           | カレッジバスケットボール                                           | ファイナル・フォーMVP                                                                                     |
| 1962 | テリー・ベイカー                                                   | アメリカ                                                           | カレッジフットボール                                               | ハイズマン賞受賞                                                                                          |
| 1963 | ピート・ロゼール※                                                  | アメリカ                                                           | プロフットボール                                                   | NFLコミッショナー                                                                                         |
| 1964 | ケン・ベンチュリ                                                   | アメリカ                                                           | ゴルフ                                                             | 全米オープン優勝                                                                                          |
| 1965 | サンディー・コーファックス                                         | アメリカ                                                           | 野球                                                               | サイ・ヤング賞受賞                                                                                        |
| 1966 | ジム・ライアン                                                     | アメリカ                                                           | 陸上競技                                                           | 1マイル競走世界新記録                                                                                     |
| 1967 | カール・ヤストレムスキー                                           | アメリカ                                                           | 野球                                                               | 三冠王、アメリカンリーグMVP                                                                               |
| 1968 | ビル・ラッセル                                                     | アメリカ                                                           | プロバスケットボール                                               | NBA優勝チーム選手兼ヘッドコーチ                                                                           |
| 1969 | トム・シーバー                                                     | アメリカ                                                           | 野球                                                               | サイ・ヤング賞受賞、ワールドシリーズ優勝                                                                  |
| 1970 | ボビー・オア                                                       | カナダ                                                             | アイスホッケー                                                     | NHL ハート記念賞、アート・ロス記念賞、コーン・スマイス賞、ジェームス・ノリス記念賞                        |
| 1971 | リー・トレビノ                                                     | アメリカ                                                           | ゴルフ                                                             | PGAプレイヤー・オブ・ザ・イヤー                                                                           |
| 1972 | ビリー・ジーン・キング                                             | アメリカ                                                           | テニス                                                             | キャリア・グランドスラム達成                                                                              |
| 1972 | ジョン・ウッデン※                                                  | アメリカ                                                           | カレッジバスケットボール                                           | NCAA男子バスケットボールトーナメント優勝チームコーチ                                                      |
| 1973 | ジャッキー・スチュワート                                           | イギリス                                                           | 自動車競技                                                         | F1ドライバーズチャンピオン                                                                                |
| 1974 | モハメド・アリ                                                     | アメリカ                                                           | ボクシング                                                         | 世界ヘビー級王者                                                                                          |
| 1975 | ピート・ローズ                                                     | アメリカ                                                           | 野球                                                               | ワールドシリーズMVP                                                                                       |
| 1976 | クリス・エバート                                                   | アメリカ                                                           | テニス                                                             | 4大大会で2勝                                                                                              |
| 1977 | スティーブ・コーゼン                                               | アメリカ                                                           | 競馬                                                               | エクリプス賞最優秀騎手                                                                                    |
| 1978 | ジャック・ニクラス                                                 | アメリカ                                                           | ゴルフ                                                             | 全英オープン優勝                                                                                          |
| 1979 | テリー・ブラッドショー                                             | アメリカ                                                           | プロフットボール                                                   | スーパーボウルMVP                                                                                         |
| 1979 | ウィリー・スタージェル                                             | アメリカ                                                           | 野球                                                               | ナショナルリーグMVP、リーグチャンピオンシップシリーズMVP、ワールドシリーズMVP                             |
| 1980 | アイスホッケー オリンピック代表アメリカチーム                      | アメリカ                                                           | アイスホッケー                                                     | 1980年レークプラシッドオリンピック金メダル（氷上の奇跡）                                                  |
| 1981 | シュガー・レイ・レナード                                           | アメリカ                                                           | ボクシング                                                         | 世界ウェルター級王者                                                                                      |
| 1982 | ウェイン・グレツキー                                               | カナダ                                                             | アイスホッケー                                                     | NHL ハート記念賞、アート・ロス記念賞                                                                      |
| 1983 | メアリー・デッカー                                                 | アメリカ                                                           | 陸上競技                                                           | 1983年世界陸上競技選手権大会で2種目で優勝                                                                 |
| 1984 | エドウィン・モーゼス                                               | アメリカ                                                           | 陸上競技                                                           | 1984年ロサンゼルスオリンピック金メダル                                                                    |
| 1984 | メアリー・ルー・レットン                                           | アメリカ                                                           | 体操競技                                                           | 1984年ロサンゼルスオリンピック金メダル                                                                    |
| 1985 | カリーム・アブドゥル＝ジャバー                                     | アメリカ                                                           | プロバスケットボール                                               | NBAプレーオフMVP                                                                                          |
| 1986 | ジョー・パターノ※                                                  | アメリカ                                                           | カレッジフットボール                                               | NCAA男子バスケットボールトーナメント 優勝チームヘッドコーチ                                               |
| 1987 | "Athletes Who Care"として、人道的な活動をしたスポーツ選手8人を表彰 | "Athletes Who Care"として、人道的な活動をしたスポーツ選手8人を表彰 | "Athletes Who Care"として、人道的な活動をしたスポーツ選手8人を表彰 | "Athletes Who Care"として、人道的な活動をしたスポーツ選手8人を表彰                                        |
| 1987 | ボブ・ボーン                                                       | カナダ                                                             | アイスホッケー                                                     | 障害のある子供のための学校の支援                                                                          |
| 1987 | ジュディ・ブラウン・キング                                         | アメリカ                                                           | 陸上競技                                                           | 虐待された児童の支援                                                                                      |
| 1987 | キプチョゲ・ケイノ                                                 | ケニア                                                             | 陸上競技                                                           | 孤児の支援                                                                                                |
| 1987 | デール・マーフィー                                                 | アメリカ                                                           | 野球                                                               | 慈善活動団体での活動                                                                                      |
| 1987 | チップ・リーヴス                                                   | アメリカ                                                           | カレッジフットボール                                               | 困窮児童の支援                                                                                            |
| 1987 | パティ・シーハン                                                   | アメリカ                                                           | ゴルフ                                                             | 虐待された少女の支援                                                                                      |
| 1987 | ロリー・スパロー                                                   | アメリカ                                                           | プロバスケットボール                                               | 学童の支援                                                                                                |
| 1987 | レジー・ウィリアムズ                                               | アメリカ                                                           | プロフットボール                                                   | 高校生の支援                                                                                              |
| 1988 | オーレル・ハーシュハイザー                                         | アメリカ                                                           | 野球                                                               | サイ・ヤング賞、リーグチャンピオンシップシリーズMVP、ワールドシリーズMVP                                  |
| 1989 | グレッグ・レモン                                                   | アメリカ                                                           | 自転車競技                                                         | ツール・ド・フランス優勝、世界自転車選手権競技大会男子ロードレース優勝                                    |
| 1990 | ジョー・モンタナ                                                   | アメリカ                                                           | プロフットボール                                                   | スーパーボウルで3度目のMVP                                                                                |
| 1991 | マイケル・ジョーダン                                               | アメリカ                                                           | プロバスケットボール                                               | NBA最優秀選手賞、NBAファイナルMVP、NBA優勝                                                                |
| 1992 | アーサー・アッシュ                                                 | アメリカ                                                           | テニス                                                             | AIDS啓発などの人道的な活動の支援                                                                          |
| 1993 | ドン・シュラ※                                                      | アメリカ                                                           | プロフットボール                                                   | NFLで最も勝利したコーチ                                                                                   |
| 1994 | ボニー・ブレア                                                     | アメリカ                                                           | スピードスケート                                                   | 1994年リレハンメルオリンピックで金メダル2個獲得                                                           |
| 1994 | ヨハン・オラフ・コス                                               | ノルウェー                                                         | スピードスケート                                                   | 1994年リレハンメルオリンピックで金メダル3個獲得                                                           |
| 1995 | カル・リプケン・ジュニア                                           | アメリカ                                                           | 野球                                                               | 連続試合出場のMLB記録を更新                                                                               |
| 1996 | タイガー・ウッズ                                                   | アメリカ                                                           | ゴルフ                                                             | 全米アマチュアゴルフ選手権優勝、NCAAディビジョンI男子ゴルフ選手権優勝                                     |
| 1997 | ディーン・スミス※                                                  | アメリカ                                                           | カレッジバスケットボール                                           | カレッジバスケットボールでの最多勝利コーチ                                                                |
| 1998 | マーク・マグワイア                                                 | アメリカ                                                           | 野球                                                               | シーズン最多本塁打（1998年のMLBシーズン最多本塁打記録対決も参照）                                         |
| 1998 | サミー・ソーサ                                                     | ドミニカ共和国                                                     | 野球                                                               | ナショナルリーグMVP                                                                                       |
| 1999 | サッカーアメリカ合衆国女子代表                                     | アメリカ                                                           | サッカー                                                           | 1991 FIFA女子ワールドカップ優勝                                                                           |
| 2000 | タイガー・ウッズ                                                   | アメリカ                                                           | ゴルフ                                                             | メジャー選手権3勝                                                                                         |
| 2001 | カート・シリング                                                   | アメリカ                                                           | 野球                                                               | ワールドシリーズMVP                                                                                       |
| 2001 | ランディ・ジョンソン                                               | アメリカ                                                           | 野球                                                               | ワールドシリーズMVP、サイ・ヤング賞                                                                       |
| 2002 | ランス・アームストロング                                           | アメリカ                                                           | 自転車競技                                                         | ツール・ド・フランス4連覇                                                                                 |
| 2003 | デビッド・ロビンソン                                               | アメリカ                                                           | プロバスケットボール                                               | NBAで2度目の優勝                                                                                          |
| 2003 | ティム・ダンカン                                                   | アメリカ                                                           | プロバスケットボール                                               | NBA MVP、NBA優勝、NBAファイナルMVP                                                                        |
| 2004 | ボストン・レッドソックス                                           | アメリカ                                                           | 野球                                                               | ワールドシリーズ優勝                                                                                      |
| 2005 | トム・ブレイディ                                                   | アメリカ                                                           | プロフットボール                                                   | 2度目のスーパーボウルMVP、スーパーボウルで3度目の優勝                                                     |
| 2006 | ドウェイン・ウェイド                                               | アメリカ                                                           | プロバスケットボール                                               | NBA優勝、NBAファイナルMVP                                                                                 |
| 2007 | ブレット・ファーヴ                                                 | アメリカ                                                           | プロフットボール                                                   | 「彼の忍耐力と情熱に対して」                                                                              |
| 2008 | マイケル・フェルプス                                               | アメリカ                                                           | 水泳                                                               | 2008年北京オリンピックで金メダル8個獲得                                                                   |
| 2009 | デレク・ジーター                                                   | アメリカ                                                           | 野球                                                               | ワールドシリーズで5度目の優勝                                                                             |
| 2010 | ドリュー・ブリーズ                                                 | アメリカ                                                           | プロフットボール                                                   | スーパーボウルMVP、ハリケーン・カトリーナからのニューオーリンズの復興に対する慈善活動                     |
| 2011 | マイク・シャシェフスキー※                                          | アメリカ                                                           | カレッジバスケットボール                                           | NCAAディビジョンI史上最多勝利コーチ                                                                       |
| 2011 | パット・サミット※                                                  | アメリカ                                                           | カレッジバスケットボール                                           | NCAAバスケットボールにおける生涯最多勝利コーチ                                                            |
| 2012 | レブロン・ジェームズ                                               | アメリカ                                                           | プロバスケットボール                                               | NBA MVP、NBAファイナルMVP、NBA優勝、オリンピック金メダル                                                  |
| 2013 | ペイトン・マニング                                                 | アメリカ                                                           | プロフットボール                                                   | 5度目のNFL MVP、シーズンタッチダウンパスNFL記録、AFC優勝                                                  |
| 2014 | マディソン・バンガーナー                                           | アメリカ                                                           | 野球                                                               | ワールドシリーズで3度目の優勝、リーグチャンピオンシップシリーズMVP、ワールドシリーズMVP                   |
| 2015 | セリーナ・ウィリアムズ                                             | アメリカ                                                           | テニス                                                             | グランドスラム3大会連続優勝、史上最年長の世界ランキング1位                                                |
| 2016 | レブロン・ジェームズ                                               | アメリカ                                                           | プロバスケットボール                                               | NBAファイナルMVP、クリーブランド・キャバリアーズにNBAファイナル初優勝をもたらす                           |
| 2017 | ホセ・アルトゥーベ                                                 | ベネズエラ                                                         | 野球                                                               | アメリカンリーグMVP、ワールドシリーズ優勝、ハリケーン・ハービーで被害を受けたヒューストンに優勝をもたらす |
| 2017 | J・J・ワット                                                       | アメリカ                                                           | プロフットボール                                                   | ハリケーン・ハービーから1ヶ月も経たないうちに、ヒューストンのために3700万ドル以上の救援物資を集めた       |
| 2018 | ゴールデンステート・ウォリアーズ                                   | アメリカ                                                           | プロバスケットボール                                               | NBAファイナル連覇                                                                                         |
| 2019 | ミーガン・ラピノー                                                 | アメリカ                                                           | サッカー                                                           | 2019 FIFA女子ワールドカップ優勝、ゴールデンボール（最優秀選手）・ゴールデンブーツ（得点王）を獲得         |
| 2020 | ローレント・デュバニーターディフ                                   | カナダ                                                             | アメリカンフットボール                                             | 2020スーパーボウル優勝チーム選手 新型コロナウイルス感染症対応のための活動に病院で参加                     |
| 2020 | レブロン・ジェームズ                                               | アメリカ                                                           | バスケットボール                                                   | 2020年NBA優勝 史上初めて異なる3つのチームでファイナルMVP獲得                                              |
| 2020 | パトリック・マホームズ                                             | アメリカ                                                           | アメリカンフットボール                                             | スーパーボウルMVP、ブラック・ライヴズ・マター運動に参加                                                   |
| 2020 | 大坂なおみ                                                         | 日本                                                               | テニス                                                             | 2020年全米オープン優勝 社会正義を実現する活動を支援                                                       |
| 2020 | ブレアナ・ステュアート                                             | アメリカ                                                           | バスケットボール                                                   | 2020年WNBAMVP 反人種差別とジェンダーフリーについて繰り返し発言                                            |